# Creekside, Pennsylvania
Creekside är en kommun av typen borough i Indiana County i Pennsylvania. Vid 2010 års folkräkning hade Creekside 309 invånare.